# Rapid București Volleyball Club

El Rapid București Volleyball Club es un equipo de voleibol rumano de la ciudad de Bucarest, parte del club polideportivo CS Rapid București. 

## Historia
El equipo fue ganador de ocho títulos nacionales continuados entre 1958/1959 y 1965/1966, formando parte en los años 1960 de la época dorada del voleibol rumano junto al  Steaua Bucuresti y el Dinamo Bucureşti.  Jugó las primeras cuatro finales de la historia de la Champions League siempre enfrentándose al VC CSKA Moscú, cayendo en 1959/1960 y 1961/1962 y ganando en 1960/1961 y 1962/1963. A lo largo de toda la década fue protagonista en la competición, levantando su tercer título en 1964/1965 y llegando hasta la final en las dos temporadas siguientes.
En la temporada 2013/2014 militó en la Segunda División de Rumania.

## Palmarés
- Campeonato de Rumania (8)

1958/59, 1959/60, 1960/61, 1961/62, 1962/63, 1963/64, 1964/65, 1965/66
- Champions League (3)

1960/1961, 1962/1963, 1964/1965
2° lugar (4) : 1959/1960, 1961/1962, 1965/1966, 1966/1967